# M1 Abrams

M1A1 Abrams

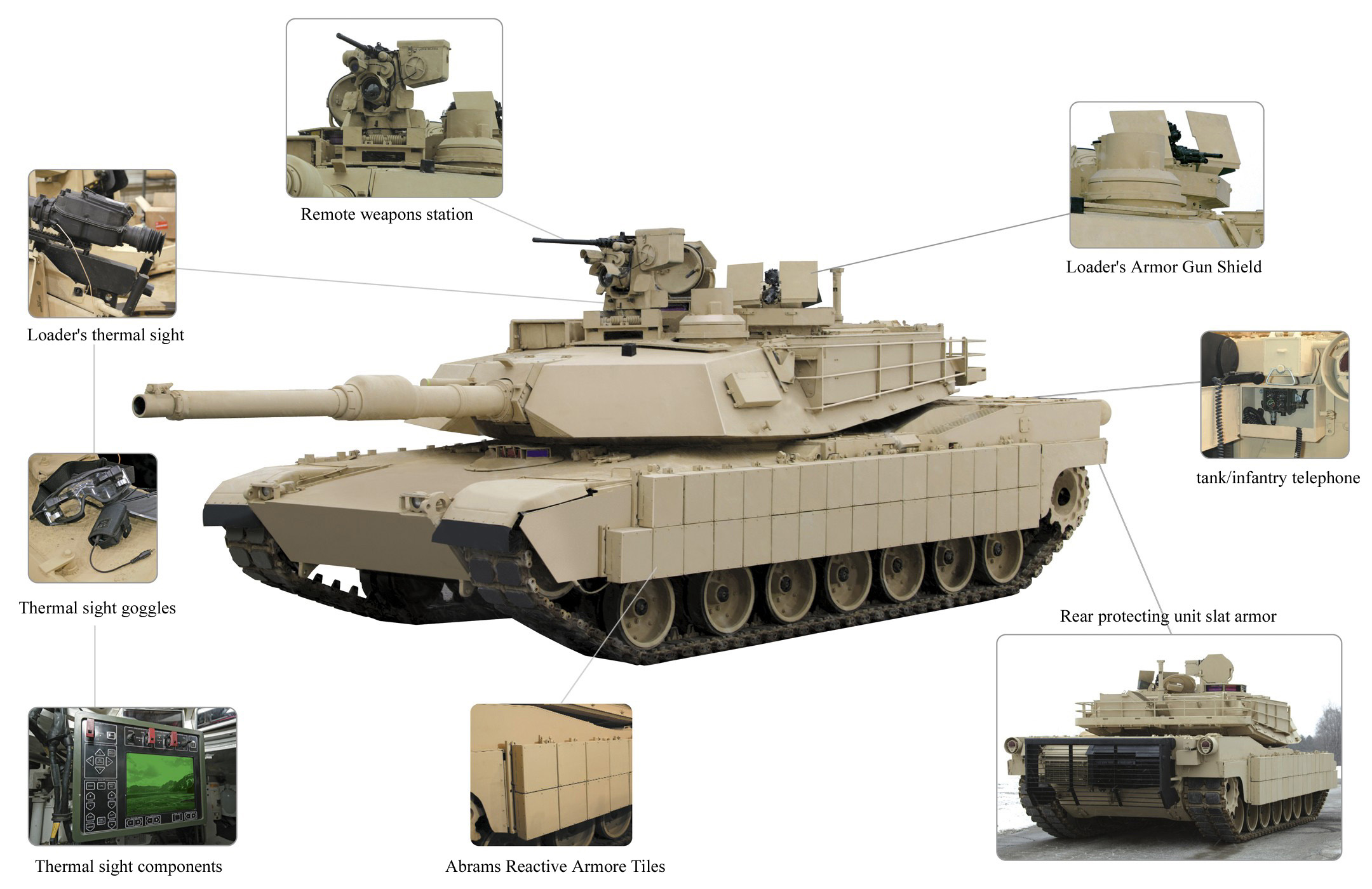
Detaljer på M1 Abrams.

M1 Abrams en amerikansk stridsvagn som utvecklats i tre huvudvarianter med början 1980: M1, M1A1 och M1A2, vilka utgjort huvudstridsvagnen i USA:s armé och USA:s marinkår. De senaste versionerna av M1A2 har en ny typ av bepansring och elektronik. Stridsvagnen är namngiven efter general Creighton Abrams, före detta arméstabschef (Chief of Staff of the Army). M1 Abrams ersatte stridsvagnen M60 Patton i amerikansk tjänst.

## Utveckling
Under 1960-talet inledde amerikanska armén tillsammans med Västtysklands armé utvecklingen av en ny generation tunga stridsvagnar, benämnd MBT-70 ("Main Battle Tank 1970"). Den nya stridsvagnen skulle efterträda M60 Patton. Projektet fick dock tekniska och ekonomiska problem, varför det stoppades 1971. En tävling utlystes om en ny stridsvagn.
M1 Abrams bygger på det förslag som kom från den amerikanska försvarsmaterieltillverkaren Chrysler Defense. M1:an tillverkas idag av den amerikanska försvarsmaterieltillverkaren General Dynamics vid deras fabriksanläggning Joint Systems Manufacturing Center – Lima i Lima, Ohio (År 1979 köpte General Dynamics Chryslers försvarsdivision). I februari 1980 togs stridsvagnen i tjänst av amerikanska armén under beteckningen M1 Abrams, beväpnad med en 105 mm M68-kanon (Royal Ordnance L7), samt ett avskärmat kanonmagasin i baktornet med brand- och trycksäker avtätning till stridsrummet. Magasinhöljet är även försett med tryckavlastningsluckor (engelska: blowout panels) som utlöser vid ammunitionsbrand eller ammunitionssprängning och avlastar trycket.
En förbättrad version fick namnet M1A1, vilken godkändes 1985 för serieleverans. M1A1 har en 120 mm M256 slätborrad högtryckskanon som utvecklats av det västtyska rustningsföretaget Rheinmetall för Leopard 2, även bättre pansarskydd och ett CBRN-skyddssystem (ABC-skydd). M1A2 är en vidareutveckling av modell M1A1 med värmekamera (IR-) för vagnchefen (CITV eller Commander Independent Thermal Viewer), positionsnavigeringsutrustning, digital databuss och digitalradio.
Bland senare uppgraderingar märks pansar av utarmat uran för alla varianter, ett datapaket för A1 (M1A1D), ett standardiseringsprogram som syftar till att införa samma standard i armén och marinkåren (M1A1HC) och en elektronikuppgradering av modell A2 (M1A2 SEP). Erfarenheterna i Irakkriget har lett till att man tagit fram ett nytt utrustningspaket för strid i tätbebyggelse, TUSK (Tank Urban Survival Kit). Detta har bland annat ett nätpansar runt vagnen för att utlösa pansarvärnsvapen med riktad sprängverkan i förtid. 
Under Gulfkriget och operationer i Europa (Bosnien) modifierades vissa M1A1 med pansaruppgraderingar. M1 kan utrustas med minröjningsanordning vid behov (plog). M1-chassit används också som bas för ingenjörsfordonet Grizzly och broläggningsfordonet M104 Wolverine.
Fler än 8 800 M1 och M1A1 har tillverkats till en kostnad av mellan motsvarande 18 och 35 miljoner svenska kronor per vagn, beroende på variant.

## Versioner
|                   | M1                                      | M1IP (improved)                         | M1A1 | M1A2 |
| ----------------- | --------------------------------------- | --------------------------------------- | --- | --- |
| Längd             | 9,77 m                                  | 9,77 m                                  | 9,77 m | 9,77 m |
| Bredd             | 3,66 m                                  | 3,66 m                                  | 3,66 m | 3,66 m |
| Höjd              | 2,37 m                                  | 2,37 m                                  | 2,44 m | 2,44 m |
| Maxhastighet      | 72 km/h                                 | 72 km/h                                 | 67 km/h | 67 km/h |
| Räckvidd          | 498 km                                  |                                         | 465 km | 391 km |
| Vikt              | 55,7 ton                                | 57,0 ton                                | 61,3 ton | 62,1 ton |
| Huvudbeväpning    | 105 mm M68 (Royal Ordnance L7, räfflad) | 105 mm M68 (Royal Ordnance L7, räfflad) | 120 mm M256 (Rheinmetall L44, slätborrad) | 120 mm M256 (Rheinmetall L44, slätborrad) |
| Ammunitionsförråd | 44 skott                                | 44 skott                                | 34 skott | 34 skott |
| Besättning        | 4 (chef, skytt, laddare, förare)        | 4 (chef, skytt, laddare, förare)        | 4 (chef, skytt, laddare, förare) | 4 (chef, skytt, laddare, förare) |
| Produktionsår     | 1979–1985                               | 1984–1985                               | 1985–1993 | 1993– |
| Antal             | 3 273                                   | 300                                     | 4 796 plus 221 för amerikanska marinkåren | 77 (plus drygt 1 000 ombyggda M1) |
| Kommentarer       | Första versionen                        | Förstärkt bepansring                    | Många mindre förbättringar, nytt torn, förbättrad upphängning, förbättrat pansar, CBRN-skydd. Sena modeller har utarmat uran i torn och chassi. | Samma förbättringar som M1A1, plus ny vagnchefsstation. M1A2 SEP (System Enhancement Package) med ny elektronik har införts successivt från 1999 |

### Abrams-X

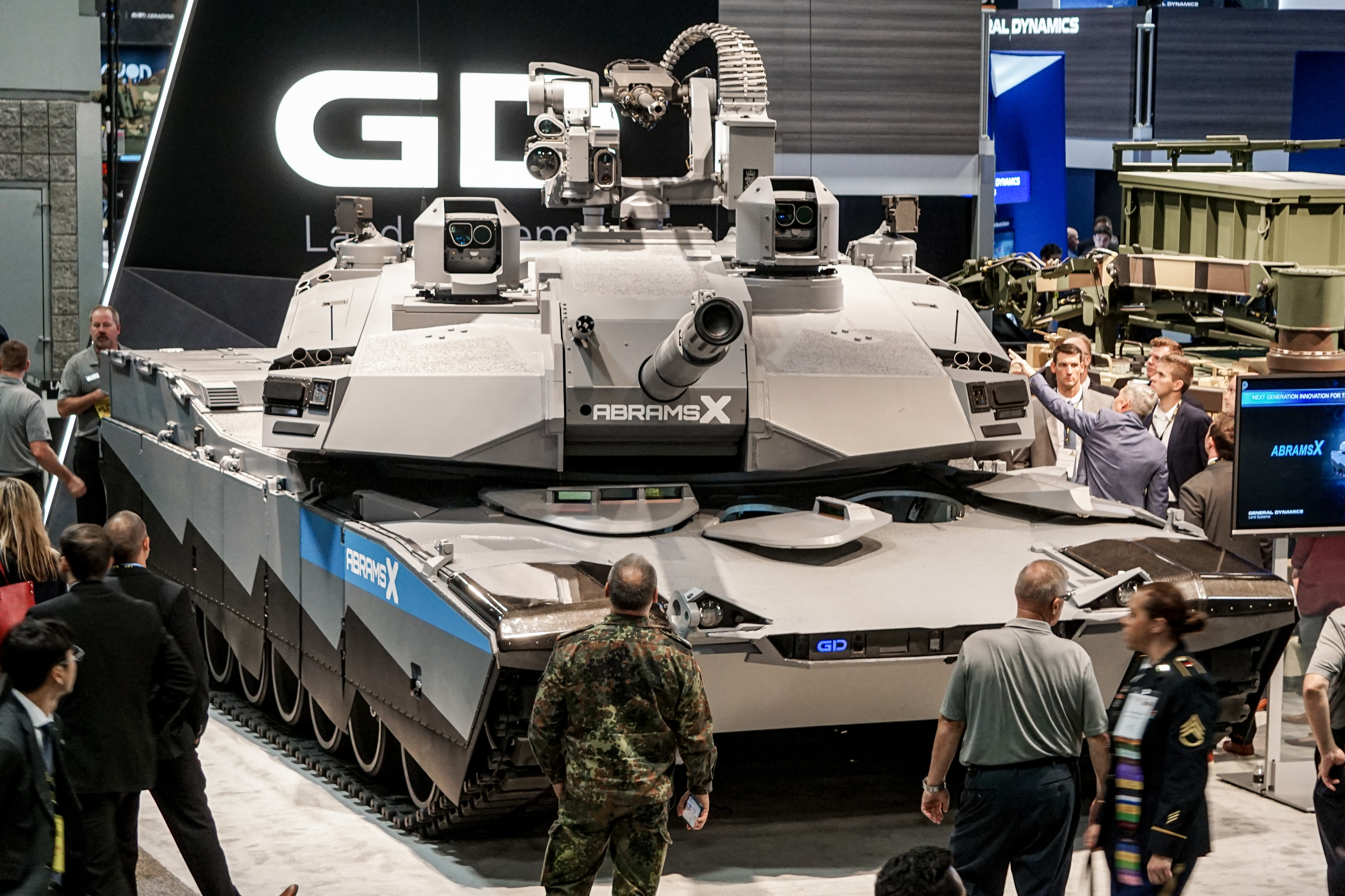
Abrams-X på en utställning 2022.

Abrams-X är en prototyp på en ny stridsvagn från General Dynamics. I mitten på oktober 2022 presenterades prototypen i en 55 sekunder lång Youtube video. Abrams-X får en ny autoladdare till kanonen XM-360 på 120 mm. Sekundär beväpning blir en co-axial kulspruta och på tornet kommer beväpningen bestå av en fjärrstyrd chaingun XM914 på 30 mm. Besättningen minskar från fyra till tre, och kanontornet blir obemannat. Bränsleförbrukningen minskar med 50%. Runt stridsvagnen kommer sensorer sitta så man får en 360 graders vy av omgivningen. Besättningen kommer att få hjälp av en AI.

## Användning
Abrams används av USA, Saudiarabien, Kuwait och Australien. Den tillverkas även på licens av Egypten, där enbart 40 % av delarna är tillverkade i USA. I mars 2009 tillkännagav USA:s försvarsdepartement att man avsåg att utrusta den Irakiska armén med 140 Abramsvagnar av modell M1A1M, utan utarmat uran i tornet och chassit. Vagnarna planerades att levereras i fyra omgångar (35 vagnar/omgång) för att vara i operativ drift 2010.
Stridsvagnsmodellen har varit mycket framgångsrik i fält. Den har använts i Irak, Kuwait och under kalla kriget som "skydd" mot Östeuropa i Västtyskland.